# Juntas, Costa Rica
Juntas är en ort i Costa Rica.   Den ligger i provinsen Guanacaste, i den västra delen av landet, 100 km väster om huvudstaden San José. Juntas ligger 154 meter över havet och antalet invånare är 4 737.
Terrängen runt Juntas är huvudsakligen kuperad, men åt sydväst är den platt. Runt Juntas är det ganska glesbefolkat, med 24 invånare per kvadratkilometer. Det finns inga andra samhällen i närheten. I omgivningarna runt Juntas växer i huvudsak lövfällande lövskog.